# كولوني (نيويورك)
كولوني (بالإنجليزية: Colonie, New York) هي بلدة أمريكية تقع في الولايات المتحدة في نيويورك (ولاية). يقدر عدد سكانها بـ81,591 نسمة.